# Xã Hanna, Quận Henry, Illinois
Xã Hanna (tiếng Anh: Hanna Township) là một xã thuộc quận Henry, tiểu bang Illinois, Hoa Kỳ. Năm 2010, dân số của xã này là 2.344 người.